# یوستینا واشیلفسکا
یوستینا واشیلفسکا (لهستانی: Justyna Wasilewska؛ زادهٔ ۲۸ نوامبر ۱۹۸۵) بازیگر اهل لهستان است. وی دانش‌آموختهٔ مدرسه ملی فیلم ووچ است.
از فیلم‌ها یا مجموعه‌های تلویزیونی که وی در آن‌ها نقش داشته‌است، می‌توان به فرصت دوباره، مفقودشدگان، طاقت بیاور، در خوشی و سختی، هتل ۵۲، ورای کلمات و نامه به بابا نوئل اشاره نمود.